# Francesco Arata

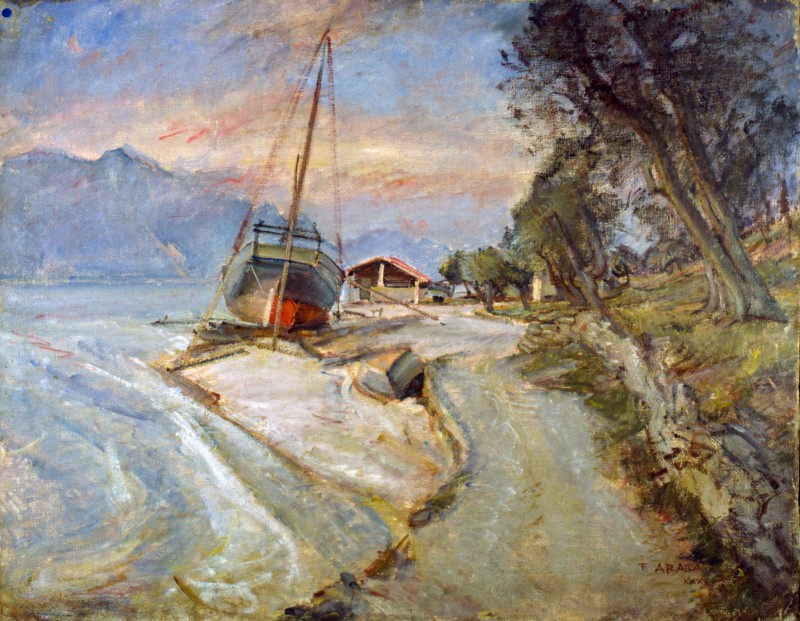
Malcesine - Veduta del Lago di Garda, 1935 (Fondazione Cariplo)

Francesco Filippo Arata (Castelleone, 21 ottobre 1890 – Castelleone, 3 marzo 1956) è stato un pittore e architetto italiano.

## Biografia
Francesco Arata, figlio di Maria Cattaneo e del rag. Attilio Arata, ha solo due anni quando il padre muore giovanissimo e la madre, con l’altro figlio Piero, si trasferisce nella casa dei suoi fratelli Cattaneo, dove Francesco trascorrerà l'infanzia.

### Gli anni della formazione
Il relativo benessere nella casa degli zii, Guglielmo direttore, Vittorio e Giovanni impiegati nello stabilimento castelleonese "Manifatture Rotondi" consente a Francesco di frequentare gli studi superiori a Soresina, e poi nel 1908, con la fiducia dei familiari, di iscriversi alla "Scuola superiore d’Arte applicata all’Industria" di Milano presso il Castello Sforzesco.
Nel 1912 Arata viene accolto come aiuto scenografo al Teatro alla Scala, con un’assunzione extracontrattuale, senza stipendio per il primo anno. Questa esperienza lo pone in contatto con il direttore Vittorio Rota e personalità come Umberto Giordano, Giacomo Puccini, Antonio Lega e Arturo Toscanini.

### Gli inizi a Brera
Francesco Arata si iscrive all’Accademia di Brera nel 1913 come "allievo ammesso al modo semplice" ed in seguito ad esame, prosegue la frequentazione fino al 1915 come "allievo senza limitazione di corso", Frequenterà anche studi di architettura. È proprio a Brera che Arata ha la fortuna di avere come insegnante Cesare Tallone, cui deve il definitivo perfezionamento del suo bagaglio tecnico e il perenne comandamento dell’onestà dell’arte.

### L'architettura
Dopo essersi diplomato diventa Professore di "Disegno architettonico" ed è in questi anni che conoscerà l’architetto Giovanni Greppi con cui instaura un rapporto profondo di amicizia e stima reciproca. È con lui che Arata affinerà le tecniche che lo porteranno ad ottenere i primi successi: in una mostra dell’"Incisione Italiana Acquarellisti ed Incisori" alla Royal Society of British Artists di Londra nel 1916 con sei acqueforti.
La collaborazione con l’architetto Greppi gli ha trasmesso la passione per l’acquaforte, gli acquarelli e l’architettura. Nel 1921 parteciperà insieme a personalità come lo stesso Greppi, Emilio Lancia, Alpago Novello, Cesare Fratino, Giò Ponti, Giovanni Muzio ed altri, ad una mostra di architettura alla Famiglia Artistica di Milano.

### La pittura

#### Gli anni venti del Novecento
Durante i primi anni venti del Novecento, Francesco Arata assimila e riflette sull’opera di artisti e maestri che conosce e frequenta come Giorgio De Chirico, Carlo Carrà, Pietro Marussig, Ubaldo Oppi, Anselmo Bucci, Mario Sironi, Gian Emilio Malerba e Achille Funi che rappresentarono vari e diversi indirizzi artistici. È tempo per l’artista di dedicarsi pienamente alla pittura ottenendo incarichi ben remunerati. È presente a Cremona nel 1922 in una mostra organizzata da Don Illemo Camelli e nelle "Mostre Nazionali" di Brera e in quelle "Sociali" della Famiglia Artistica di Milano alla Permanente di Milano. Tre saranno le sue le mostre personali a Milano, Torino e Novara.
Alla fine degli anni venti Arata può definirsi un artista maturo che del Novecento ha assimilato i valori e gli ideali, con uno stile teso alla dignità, lavoro, perseveranza dell’arte lombarda. Tra i suoi capolavori una serie di nudi di grande perfezione formale e di estremo rigore esecutivo che nell’intento del realismo magico trasmettono una realtà gelida. Sono anni di lavoro intenso per l’Artista con il suo cavalletto in studio e all’aperto, nel suo continuo peregrinare a Varigotti, Varazze, Portovenere e sulle Dolomiti in cerca di nuovi soggetti.

#### Gli anni trenta del Novecento
Durante gli anni trenta del Novecento Francesco Arata rafforza la presenza alle "Mostre Nazionali" su invito o accettazione da parte di commissioni giudicatrici prestigiose, come alla "XVII Esposizione Biennale Internazionale di Venezia" del 1930, o alla prima "Quadriennale di Arte Nazionale di Roma" del 1931.
In questi anni Arata trascorre soltanto brevi periodi a Castelleone, ha un grande studio a Milano in via Filippo Corridoni. Frequentazione molto importante è quella del circolo di "Bagutta", sodalizio artistico letterario fondato nel 1926 da sette promotori presso la trattoria del sor Pepori. Al circolo ogni artista porta la sua indipendenza anche se il comune denominatore è ancora il Novecento. Significative furono le due amicizie con gli artisti Giuseppe Novello e Orio Vergani. Lo stimolo del Circolo arricchisce Arata culturalmente e artisticamente, è in questi anni che gli verrà riconosciuto il premio Sallustio Fornara. Sarà con la seconda stagione della "Scuola di Burano" che Arata insieme ai "baguttiani" si distaccherà dagli schemi e dalla retorica imperante del Novecentismo.
Francesco Arata a Venezia e Burano compie la sua evoluzione paesistica che, se pur sempre legata al tronco lombardo, lo porta ad adottare le tonalità e le trasparenze del colore veneziano con toni e tinte più sfumate, cieli e paesaggi tersi con la luce che si dilata. Parteciperà ad alcune biennali, quella del 1930, 1936 e del 1940.
Nel 1934, dopo la scomparsa della madre, abbandona Milano per tornare nella vecchia casa di paese, a Castelleone. Il ritorno è dovuto anche all’incarico ricevuto come architetto dall’Amministrazione Comunale nel progetto del nuovo Municipio. L’edificio, inaugurato nel 1935, resterà l’opera più importante e duratura di Arata architetto, significativo esempio dell’architettura del periodo fascista. Sempre in questi anni si dedicherà a piccoli progetti di cappelle funerarie nei cimiteri di Castelleone e Crema.

#### La fine della guerra
Con la fine degli anni trenta Arata torna a dedicarsi intensamente alla pittura. È questo il periodo dove si moltiplicano le vedute della campagna del suo paese e i ritratti alle dame di Crema e Cremona, inoltre, è il più fecondo per le nature morte.
Arata aveva conservato uno studio a Milano, in via Rossini 3, un palazzo di proprietà del conte Premoli, che frequentava saltuariamente, per non rompere definitivamente i rapporti con "Bagutta" e la cultura milanese.
Durante il dopoguerra l’artista si lascia influenzare da Arturo Tosi, rimanendo fedele alla pittura naturalistica con atmosfere terse, paesaggi puri e severi con cieli profondi e dilatati.
Francesco Arata muore a Castelleone il 3 marzo del 1956.